# Nicéforo Cumno
Nicéforo Cumno (em grego: Νικηφόρος Χοῦμνος; romaniz.: Nikephóros Choumnos; c. 1250/55 – 1327) foi um estudioso e oficial bizantino do começo do período Paleólogo, um das figuras mais importantes no florescimento das artes e letras da chamada "Renascença Paleóloga". Ele é notável por seu mandato de 11 anos como ministro chefe do imperador Andrônico II Paleólogo (r. 1261–1328), sua intensa rivalidade intelectual com o estudioso e oficial Teodoro Metoquita, e por construir o mosteiro da "Virgem Rápida em Ouvir e Responder" (em grego: Θεοτόκος Γοργοεπήκοος; romaniz.: Theotokos Gorgoepekoos) em Constantinopla.

## Vida

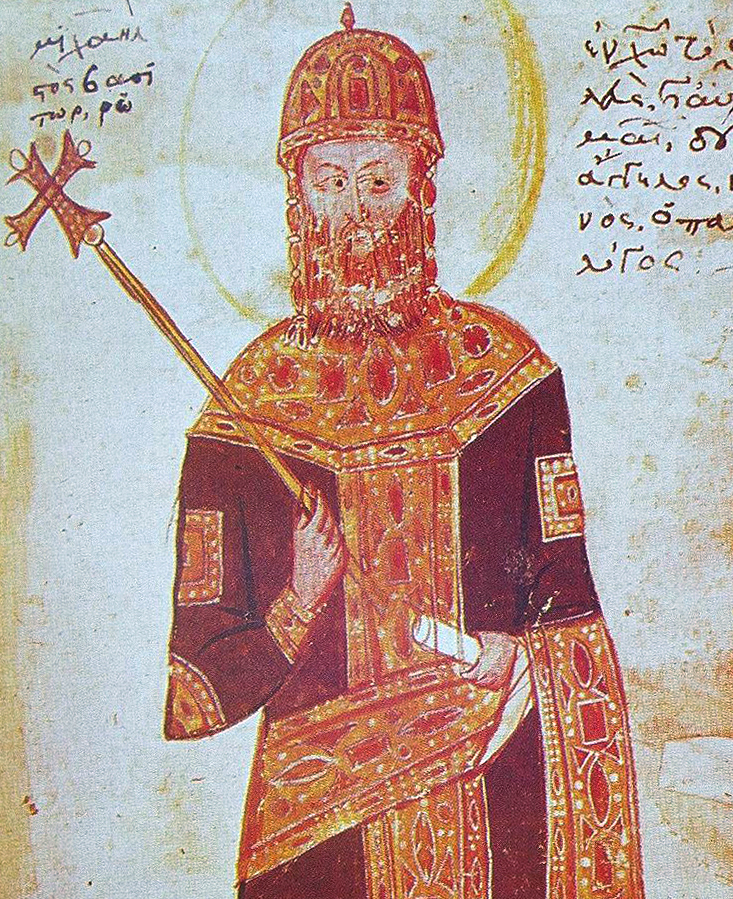
Iluminura de r.

Cumno nasceu entre 1250 e 1255 e eram originário duma família já distinta, que desde o século XI havia fornecido vários oficiais de alta posição. Estudou retórica e filosofia sob o futuro patriarca de Constantinopla Gregório de Chipre (r. 1283–1289), e após a conclusão de seus estudos entrou na burocracia imperial. Fez sua primeira aparição na história em c. 1275, com o baixo posto de questor, como chefe de uma embaixada ao cã ilcânida Abaca Cã (r. 1265–1285). Embora sob Miguel VIII Paleólogo (r. 1259–1282) também tenha abraçado a União das Igrejas, sob seu sucessor, o firmemente ortodoxo e pio Andrônico II Paleólogo (r. 1282–1328), abjurou. Em ca. 1285, compôs um panegírico em honra do imperador, enfatizando não apenas suas virtudes e realizações marciais, mas também sua oposição à união.
Dai em diante, sua ascensão na hierarquia foi rápida: no começo de 1294, após a morte de Teodoro Muzalon, Andrônico II nomeou-o místico (conselheiro privado) e mesazonte (ministro chefe), enquanto em 1295, também recebeu o ofício de guarda do caníclio, tornando-se chefe da chancelaria imperial. Como Jorge Paquimeres relata, o imperador cada vez mais ausentou-se de seus deveres administrativos para devotar-se a oração e jejum, deixando Cumno gerir eficazmente o governo do Estado. A influência crescente de Cumno também levou-se a um confronto com o patriarca deposto Atanásio I (r. 1289-1293; 1303-1309), em cuja demissão em 1293 pode ter participado. A inimizade deles, que foi provavelmente originada nas tendências centralistas de Cumno e sua educação classicista e humanista, aprofundou-se e foi marcada pela troca de acusações mútuas de corrupção.
Em 1303, após um casamento planejado de sua filha Irene com Aleixo II de Trebizonda (r. 1297–1330) falhar, e apesar da oposição da imperatriz Irene de Monferrato (r. 1284–1317), ele assegurou seus laços com a dinastia reinante pelo casamento dela com o terceiro filho do imperador, o déspota João Paleólogo (ca.  1286–1308). No entanto, dois anos depois, foi demitido e substituído como mesazonte por Teodoro Metoquita. Durante seu mandato, ele acumulou grande fortuna, especialmente propriedades na Macedônia, através de subornos, a venda de ofícios e impostos agrícolas. Estas práticas comuns entre os burocratas dos Paleólogos, cuja administração corrupta foi especialmente onerosa aos assuntos imperiais. Parte desta fortuna foi utilizada no estabelecimento e doação do Mosteiro da "Virgem Rápida em Ouvir e Responder" (Theotokos Gorgoepekoos) em Constantinopla.

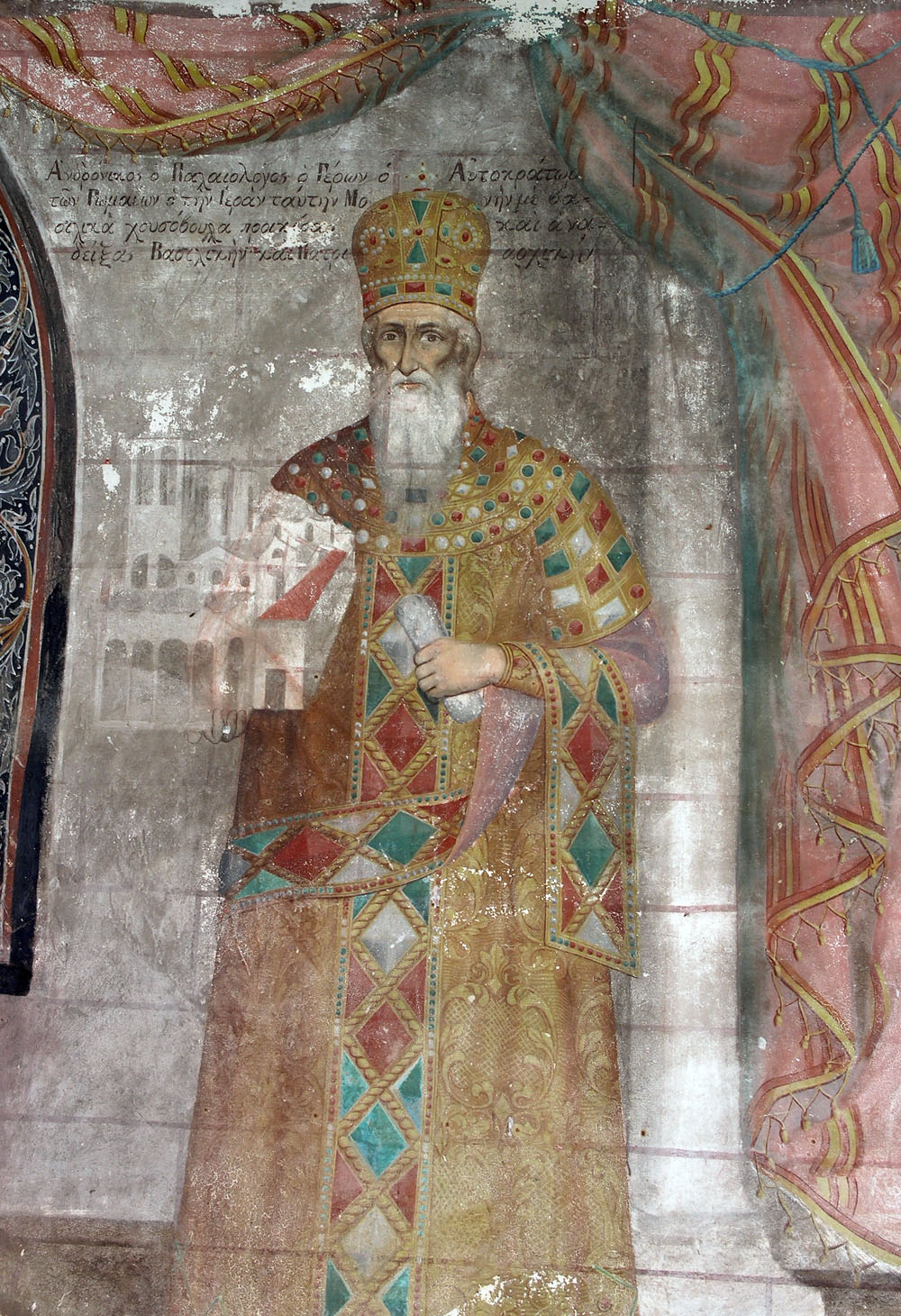
r. em afresco no Mosteiro de São João Pródromo

Em 1309-1310, Cumno serviu como governador da segunda maior cidade imperial, Salonica, mas depois retirou-se do ofício público. Durante os anos 1320, envolveu-se numa troca prolongada de polêmicas com seu principalmente rival político e intelectual, Teodoro Metoquita. Enquanto Cumno ridicularizou a falta de clareza de seu oponente, Metoquita atacou-o por seu desinteresse em medicina e sua ignorância em astronomia, que ocupou-se como a "mais elevada forma de ciência". Em ca. 1326, Cumno aposentou-se como monge, sob o nome monástico Natanael, para o Mosteiro de Cristo Filantropo na capital, que fora fundado por sua filha Irene. Lá, morreu em 16 de janeiro de 1327.

## Escritos
Cumno foi um escritor prolífico, amplamente influenciado pelos clássicos, que ele havia estudado como um jovem pupilo. Segundo o bizantinista francês Rodolphe Guilland, "por seu amor à antiguidade, apaixonado, embora um pouco servil e pela variedade de seu conhecimento Cumno anuncia o humanismo italiano e o Renascimento ocidental."
Seus obras, vários dos quais permanecem não publicados, incluem peças retóricas, tais como um elogio a Andrônico II, bem como tratados sobre filosofia, especialmente sobre teoria elementar, meteorologia, cosmologia e teologia. Vários destes tratados frequentemente parecem ter sido compostos na ocasião dos encontros literários dentro da corte, às vezes com o imperador presidindo. De sua extensiva correspondência, 172 cartas sobreviveram.
Em seus trabalhos filosóficos, Cumno prova-se um defensor "ardente e habilidoso" de Aristóteles. No entanto, não abraçou o aristotelismo, mas em vez disso interessou-se em fornecer uma justificação filosófica rigidamente racional para as doutrinas da teologia cristã. Em seus ataques sobre as teorias platônicas de substância e formas ou em sua refutação das teorias de Plotino sobre a alma, Cumno tenta provar os ensinamentos da teologia cristã.

## Família
Teodoro, o irmão de Nicéforo, também foi um oficial cortesão. De seu casamento com uma esposa de nome desconhecido, Cumno teve vários filhos:
- João Cumno, paracemomeno (camareiro) e general.[2]
- Jorge Cumno, mestre da mesa e grande estratopedarca.[2]
- Irene Paleóloga Cumnaina, casada com o déspota João Paleólogo. Após sua morte em 1308, e tendo filho algum, ela tornou-se freira com o nome Eulógia, e fundou o Mosteiro de Cristo Filantropo em Constantinopla.[16][17] Apesar de ter se retirado para um convento, permaneceu muito ativa na vida intelectual da capital, mantendo uma grande biblioteca, comissionando cópias de manuscritos, bem como conversando e correspondendo com estudiosos.[18]